# Las Voces de Huayra
Las Voces de Huayra fue un conjunto folclórico argentino de Salta que actuó entre 1957 y 1959, y es conocido por su éxito durante dichos años, y el hecho que fue donde Jorge Cafrune empezó su carrera musical, de donde Los Cantores del Alba surgieron; y el conjunto que lo siguió, Las voces del Huayra.

## La formación del conjunto
El conjunto fue creado en Salta en febrero de 1957, luego de un acontecimiento social, durante el cual los fundadores se encontraron y tocaron juntos:
- Luis Alberto Valdez (voz y bombo)- a mediados de su servicio militar.
- Jorge Cafrune (voz y guitarra)- a mediados de su servicio militar.
- Tomás Campos (voz y guitarra)- en el primer disco se consignó "Alberto" en lugar de "Estanislao" como su segundo nombre, por error.
- Gilberto Vaca (voz y guitarra)[2]

José Sauad —el único que tenía trasfondo musical académico— se sumó más tarde, y Gilberto Vaca fue reemplazado por Luis Adolfo Rodríguez. Ambos fueron mencionados sólo en la segunda edición del disco.
Luego de publicar su primer disco, Ariel Ramirez los contrató para agregarlos a su famosa Compañía de Arte Folclórico en una gira por distintas provincias.

## El nombre del conjunto
El nombre del conjunto fue una idea de Amelia Murillo de Cafrune, una tía de Jorge.
La palabra "huayra" significa en las lenguas indígenas un viento, en el contexto de su origen divino, o su inyección en hornos para fundir plata o su utilización en instrumentos de viento,.

## Primer disco[8]

### Lista de las canciones
1. La Felipe Varela (zamba), José Ríos, José Jacobo Botelli (Juan José Botelli)
2. Cholos y cholitas (carnaval cruceño), Rigoberto Rojas Suárez (Tarateño Rojas)
3. Noche noche (bailecito), Julio Argentino Jerez
4. Coquita y alcohol (vidala), Eusebio Jesús Dojorti (Buenaventura Luna) / Eduardo Llamil Falú
5. Al pie de un cardón (zamba), Oscar Nicolás Villagrán / Ángel Ariel Petrocelli
6. Vidala de la copla (vidala chayera), José Ignacio "Chango" Rodríguez
7. La del disimulo (chacarera), Celestino Alonso
8. La estrellera (zamba), Manuel José Castilla / Nicolás Lamadrid
9. Villa de Villares (bailecito), José Ignacio "Chango" Rodríguez
10. La maimareña (zamba), Jorge Giménez / Rolando Giménez / WashingtonVillagarcía
11. Cueca pa' Doña Pepa (cueca), Diego Mesa (Juan Carlos Mesa)
12. Canción del derrumbe indio[9] (canción andina), Fernando Figueredo Iramain

## La disolución del conjunto
Debido a desacuerdos entre los miembros del conjunto, se disolvió en 1959: Jorge Cafrune quería volver a grabar y promover el éxito del conjunto, pero Sauad y Valdez no querían comprometerse debido a que tenían trabajos estables; y luego que Cafrune y Campos lo abandonaron, se quedó sólo Rodríguez
..

### Los Cantores del Alba
En propósito de seguir la colaboración con Ariel Ramirez; Cafrune, Campos y Vaca del conjunto anterior; junto con Javier Pantaleón; formaron el nuevo conjunto de Los Cantores del Alba; pero no mucho tiempo después - Cafrune decidió abandonarlo para empezar una nueva carrera como solista, y fue reemplezado por Alberto González Lobo.

## Los cantores Del Huayra
En base del conjunto original, se rearmó este conjunto, con la modificación de "De" en "Del"; y con los siguientes miembros:
- Luis Adolfo Rodríguez- el único "sobreviviente"  del conjunto original.
- José Miguel Berríos (que después integraría Los de Salta)
- Baby Acosta
- Cacho Isella
- Juan Frank
- Roberto Juri
- Desiderio Arce Cano (que usaba el pseudónimo artístico Antonio Arce)

Este conjunto no tuvo el mismo éxito que el original, las voces eran diferentes; y es discutible si se trata de dos conjuntos diferentes o de la evolución del mismo conjunto.

### Sus álbumes
- Entre valles y quebradas (1958)
- Vienen llegando (1959)
- Somos… Las Voces del Huayra (los años 1970)
- Vuelven Las Voces del Huayra (los años 1970)